# Capo Geology
Capo Geology (in inglese Geology Cape) è un promontorio della terra della regina Victoria in Antartide.
Localizzato a una latitudine di 77° 00′ S ed una longitudine di 162° 32′ E, rappresenta il limite occidentale di Botany Bay nel lato meridionale di Granite Harbour.
Cartografato durante la spedizione Terra Nova del 1910-13, il 30 novembre 1911 è stato scelto come luogo per la costruzione di un campo base per effettuare ricerche geologiche nell'area.